# Down and Out in Beverly Hills
 Down and Out in Beverly Hills és una comèdia americana dirigida per Paul Mazursky, estrenada el 1986. La pel·lícula és un remake de Boudu sauvé des eaux (1932) de Jean Renoir.

## Argument
Prop de Los Angeles, Jerry Baskin, un sense sostre, vol suïcidar-se després d'haver perdut el seu gos. Es llança dins de la piscina dels Whiteman, una rica família dels barris chics de Beverly Hills. I així coneix i descobreix a poc a poc les seves excentricitats.

## Repartiment
- Nick Nolte: Jerry Baskin
- Richard Dreyfuss: David 'Dave' Whiteman
- Bette Midler: Barbara Whiteman
- Tracy Nelson: Jenny Whiteman
- Elizabeth Peña: Carmen
- Little Richard: Orvis Goodnight
- Paul Mazursky: Sidney Waxman
- Valérie Curtin: Pearl Waxman
- Evan Richards: Max Whiteman

## Box office
La pel·lícula va ser un èxit econòmic, amb un pressupost de 14 milions de dòlars, la pel·lícula en guanyava 92, només als EUA. La resposta de la crítica va ser principalment positiva com ho demostra la ràtio del 84% al portal Rotten Tomatoes, amb 25 ressenyes.

## Localització de la casa dels Whiteman
La casa utilitzada com la casa dels Whiteman és a Beverly Hills al 802 N de Bedford Drive.

## Nominacions
- 1987. Globus d'Or a la millor pel·lícula musical o còmica
- 1987. Globus d'Or a la millor actriu musical o còmica per Bette Midler